# Úhonice
Úhonice település Csehországban, Nyugat-prágai járásban. Úhonice Rudná, Nenačovice, Ptice, Drahelčice, Chýně és Červený Újezd településekkel határos. Lakosainak száma 1238 fő (2024. január 1.).

## Népesség
A település lakosságának változását az alábbi diagram mutatja:
| Lakosok száma | 635  | 668  | 822  | 724  | 715  | 856  | 1108 | 1124 | 1124 | 1238 |
|               | 1869 | 1890 | 1921 | 1950 | 1980 | 2001 | 2017 | 2019 | 2022 | 2024 |